# NGC 665
NGC 665 je galaksija u zviježđu Ribe.

## Vanjske poveznice
- SEDS: NGC 0665